# Saint-Rémy-de-Provence

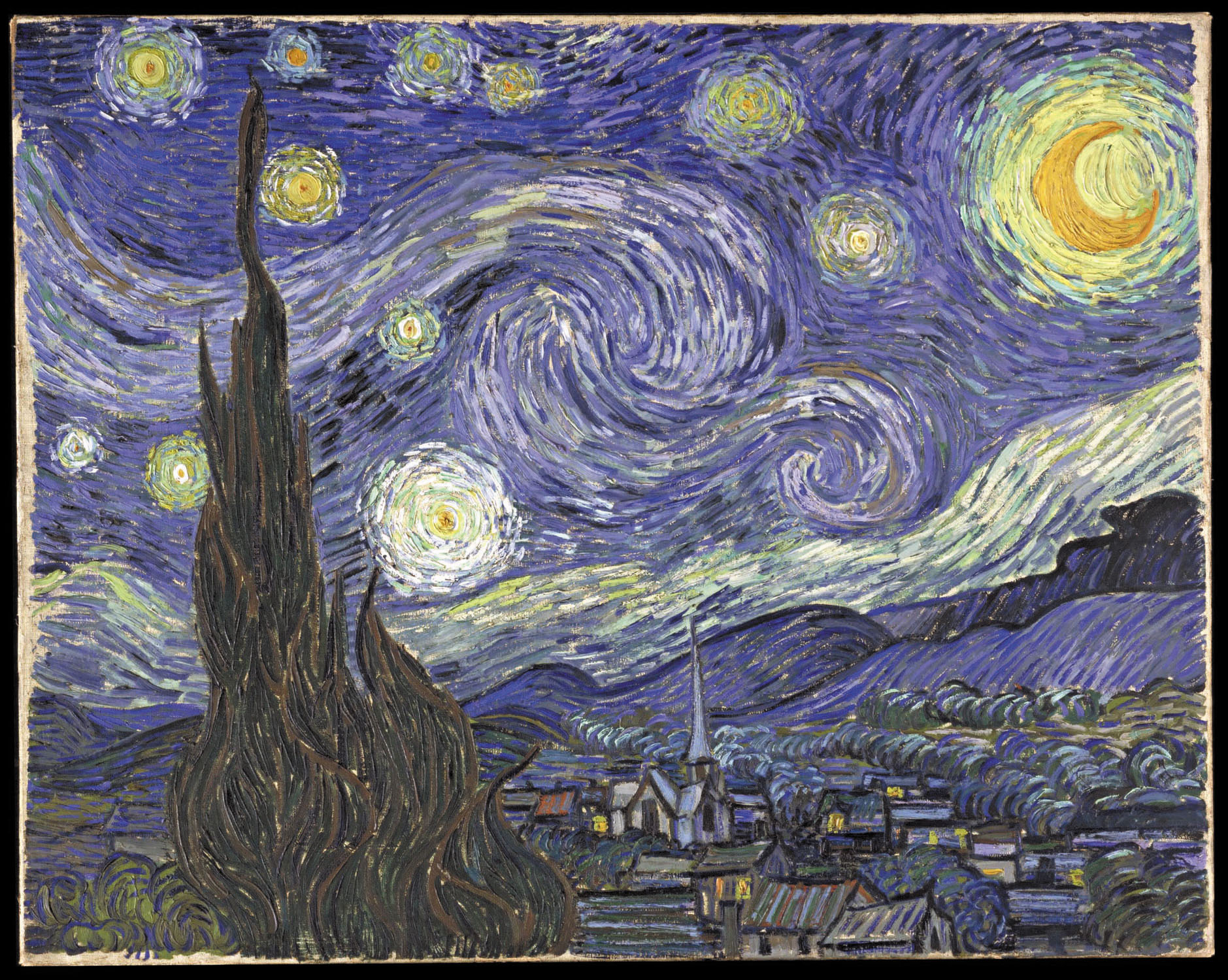
The Starry Night, painted by van Gogh while in Saint-Rémy

Saint-Rémy-de-Provence (Provençal Occitan: Sant Romieg de Provença in classical and Sant Roumié de Prouvènço in Mistralian norms) là một xã ở tỉnh Bouches-du-Rhône, thuộc vùng Provence-Alpes-Côte d’Azur ở miền nam nước Pháp.